# Cztery Chałupy
Cztery Chałupy – część wsi Kuryłówka położona w Polsce, w województwie podkarpackim, w powiecie leżajskim, w gminie Kuryłówka. Leży na wysokim brzegu Złotej.
Powstały w 1807 jako niemiecka kolonia Neu Dornbach. W 1812 zamieszkiwane były przez 19 osób w czterech domostwach. W 1867 domy miały numery od 37 do 41. W 1934 tworzyły gromadę z Dornbachem (obecnie Tarnawiec). W latach 40. XX wieku nazywane Nowy Tarnawiec. Obok domu z dawnym nr 41 (tzw. Kahlówka) znajduje się pomnik poległych żołnierzy AK.